# 花镜
《花镜》是清代园艺学家陈淏子於1688年（康熙二十七年）写成的一部园艺学著作。